# Homer (Nebraska)
Homer je selo u američkoj saveznoj državi Nebraska. Prema popisu stanovništva iz 2010. u njemu je živjelo 549 stanovnika.